# Лембах-им-Мюлькрайс
Лембах-им-Мюлькрайс (нем. Lembach im Mühlkreis) — ярмарочная коммуна (нем. Marktgemeinde) в Австрии, в федеральной земле Верхняя Австрия. 
Входит в состав округа Рорбах.  Население составляет 1578 человек (на 31 декабря 2005 года). Занимает площадь 8 км². Официальный код  —  41318.

## Политическая ситуация
Бургомистр коммуны — Херберт Кумпфмюллер (АНП) по результатам выборов 2003 года.
Совет представителей коммуны (нем. Gemeinderat) состоит из 19 мест.
- АНП занимает 12 мест.
- СДПА занимает 6 мест.
- АПС занимает 1 место.